# Diócesis de San Vicente del Caguán
La diócesis de San Vicente del Caguán (en latín: Dioecesis Sancti Vincentii de Caguan) es una circunscripción eclesiástica de la Iglesia católica en Colombia. Se trata de una diócesis latina, sufragánea de la arquidiócesis de Florencia. Desde el 5 de julio de 2024 su obispo es William Prieto Daza.

## Territorio y organización
La diócesis tiene 37 000 km² y extiende su jurisdicción sobre los fieles católicos de rito latino residentes en 3 municipios del departamento de Caquetá: Cartagena del Chaira, Puerto Rico y San Vicente del Caguán y parte del municipio metense de La Macarena. La diócesis incluye al centro poblado San Juan del Losada y un área en disputa entre los departamentos de Meta (municipio de La Macarena) y Caquetá (municipio de San Vicente del Caguán).
Su territorio limita al norte con la diócesis de Neiva y la diócesis de Granada, al oeste con la arquidiócesis de Florencia, al sur con el vicariato apostólico de Puerto Leguízamo-Solano, y al este con la diócesis de San José del Guaviare.
La sede de la diócesis se encuentra en la ciudad de San Vicente del Caguán, en donde se halla la Catedral de Nuestra Señora de las Mercedes.
En 2022 en la diócesis existían 14 parroquias:
- Divino Niño, en La Aguililla (Puerto Rico);
- Nuestra Señora de la Consolata, en San Vicente del Caguán;
- Espíritu Santo, en San Vicente del Caguán;
- La Inmaculada, en Guacamayas (San Vicente del Caguán);
- La Inmaculada Concepción, en Tres Esquinas del Caguán (San Vicente del Caguán);
- Nuestra Señora de las Mercedes, en San Vicente del Caguán;
- Nuestra Señora de Lourdes, en Guayabal (San Vicente del Caguán);
- Nuestra Señora del Rosario, en Rionegro (Puerto Rico);
- San Francisco de Asís, en Campo Hermoso (San Vicente del Caguán);
- San Isidro Labrador, en Remolino del Caguán (Cartagena del Chairá);
- San Juan Bautista, en San Juan del Losada (La Macarena);
- San Pedro Claver, Cartagena del Chairá;
- La Sagrada Familia, Cartagena del Chairá;
- Señor de los Milagros, en Santa Fe del Caguán (Cartagena del Chairá).[4]

## Historia

### Antecedentes
Desde los inicios del siglo XX San Vicente del Caguán fue parte del inmenso territorio de la Amazonía colombiana confiado en 1896 al cuidado pastoral de los misioneros capuchinos, el cual comprendía los actuales departamentos del Caquetá, Putumayo y Amazonas. En esta zona en 1951 fue erigido el vicariato apostólico de Florencia (hoy arquidiócesis), abarcando como jurisdicción todo el Caquetá y la zona de Puerto Leguízamo en el Putumayo. La nueva circunscripción fue encomendada a los misioneros de la Consolata.

### Vicariato apostólico y diócesis
El vicariato apostólico de San Vicente-Puerto Leguízamo fue erigido el 9 de diciembre de 1985 mediante el decreto Cum propter de la Congregación para la Evangelización de los Pueblos, obteniendo el territorio del vicariato apostólico de Florencia, que el mismo día el papa Juan Pablo II elevó a diócesis. 
En 1986 fue nombrado y tomó posesión como primer vicario apostólico Luis Augusto Castro Quiroga, quien estuvo al frente del vicariato apostólico por más de 11 años. Dio vida e impulsó la nueva circunscripción acompañado por un importante equipo eclesial conformado por los misioneros y misioneras de la Consolata, religiosos y religiosas de diversas comunidades, sacerdotes diocesanos y un número significativo de laicos voluntarios. Durante el gobierno de Castro Quiroga se fortaleció la tarea evangelizadora, organizó las estructuras tanto de formación y capacitación como de funcionamiento y administración, creando nuevas parroquias y abriendo obras como el Seminario Menor Juan Pablo II, la Ciudadela Juvenil Amazónica Don Bosco y el Instituto para la Educación Rural Francisco de Asís.
En 1998 Castro Quiroga fue trasladado a la arquidiócesis de Tunja y en febrero de 1999 llegó Francisco Javier Múnera Correa.
El 21 de febrero de 2013 cedió una porción de su territorio para la erección del vicariato apostólico de Puerto Leguízamo-Solano y tomó el nombre de vicariato apostólico de San Vicente mediante la bula Caritas Domini del papa Benedicto XVI. El 26 de noviembre siguiente recibió el nombre de vicariato apostólico de San Vicente del Caguán.
El 30 de mayo de 2019, mediante la bula Quidquid prius del papa Francisco, el vicariato apostólico fue elevado a diócesis, sufragánea de la arquidiócesis de Ibagué. El 13 de julio del mismo año la diócesis pasó a formar parte de la provincia eclesiástica de la arquidiócesis de Florencia.
El 5 de julio de 2024 el papa Francisco designó como nuevo obispo a William Prieto Daza, que ejercía como párroco en la iglesia Inmaculada Concepción en el municipio de Restrepo (Meta).

## Estadísticas
Según el Anuario Pontificio 2023 la diócesis tenía a fines de 2022 un total de 98 300 fieles bautizados.
| Año                                                                             | Población                                            | Población                                            | Población                                            | Sacerdotes                                           | Sacerdotes                                           | Sacerdotes                                           | Bautizados por sacerdote                             | Diáconos permanentes                                 | Religiosos                                           | Religiosos                                           | Parroquias                                           |
| Año                                                                             | Bautizados católicos                                 | Total                                                | % de católicos                                       | Total                                                | Clero secular                                        | Clero regular                                        | Bautizados por sacerdote                             | Diáconos permanentes                                 | Varones                                              | Mujeres                                              | Parroquias                                           |
| Vicariato apostólico de San Vicente-Puerto Leguízamo                            | Vicariato apostólico de San Vicente-Puerto Leguízamo | Vicariato apostólico de San Vicente-Puerto Leguízamo | Vicariato apostólico de San Vicente-Puerto Leguízamo | Vicariato apostólico de San Vicente-Puerto Leguízamo | Vicariato apostólico de San Vicente-Puerto Leguízamo | Vicariato apostólico de San Vicente-Puerto Leguízamo | Vicariato apostólico de San Vicente-Puerto Leguízamo | Vicariato apostólico de San Vicente-Puerto Leguízamo | Vicariato apostólico de San Vicente-Puerto Leguízamo | Vicariato apostólico de San Vicente-Puerto Leguízamo | Vicariato apostólico de San Vicente-Puerto Leguízamo |
| ------------------------------------------------------------------------------- | ---------------------------------------------------- | ---------------------------------------------------- | ---------------------------------------------------- | ---------------------------------------------------- | ---------------------------------------------------- | ---------------------------------------------------- | ---------------------------------------------------- | ---------------------------------------------------- | ---------------------------------------------------- | ---------------------------------------------------- | ---------------------------------------------------- |
| 1990                                                                            | 207 000                                              | 212 000                                              | 97.6                                                 | 18                                                   | 1                                                    | 17                                                   | 11 500                                               |                                                      | 22                                                   | 12                                                   | 11                                                   |
| 1999                                                                            | 130 000                                              | 150 000                                              | 86.7                                                 | 30                                                   | 9                                                    | 21                                                   | 4333                                                 |                                                      | 25                                                   | 17                                                   | 15                                                   |
| 2000                                                                            | 130 000                                              | 150 000                                              | 86.7                                                 | 31                                                   | 8                                                    | 23                                                   | 4193                                                 |                                                      | 28                                                   | 17                                                   | 15                                                   |
| 2001                                                                            | 130 000                                              | 150 000                                              | 86.7                                                 | 33                                                   | 10                                                   | 23                                                   | 3939                                                 |                                                      | 30                                                   | 19                                                   | 15                                                   |
| 2002                                                                            | 120 000                                              | 150 000                                              | 80.0                                                 | 33                                                   | 8                                                    | 25                                                   | 3636                                                 |                                                      | 32                                                   | 20                                                   | 32                                                   |
| 2003                                                                            | 120 000                                              | 150 000                                              | 80.0                                                 | 27                                                   | 4                                                    | 23                                                   | 4444                                                 |                                                      | 36                                                   | 22                                                   | 16                                                   |
| 2004                                                                            | 120 000                                              | 150 000                                              | 80.0                                                 | 32                                                   | 7                                                    | 25                                                   | 3750                                                 |                                                      | 35                                                   | 22                                                   | 18                                                   |
| 2008                                                                            | 129 100                                              | 159 300                                              | 81.0                                                 | 26                                                   | 4                                                    | 22                                                   | 4965                                                 |                                                      | 25                                                   | 21                                                   | 18                                                   |
| Vicariato apostólico de San Vicente                                             |                                                      |                                                      |                                                      |                                                      |                                                      |                                                      |                                                      |                                                      |                                                      |                                                      |                                                      |
| 2013                                                                            | 84 000                                               | 96 000                                               | 87.5                                                 | 8                                                    | 16                                                   | 24                                                   | 3500                                                 |                                                      |                                                      | 16                                                   | 12                                                   |
| 2014                                                                            | 90 000                                               | 110 000                                              | 81.8                                                 | 18                                                   | 7                                                    | 11                                                   | 5000                                                 |                                                      | 14                                                   | 17                                                   | 14                                                   |
| 2017                                                                            | 93 000                                               | 113 530                                              | 81.9                                                 | 20                                                   | 8                                                    | 12                                                   | 4650                                                 |                                                      | 16                                                   | 15                                                   | 14                                                   |
| Diócesis de San Vicente del Caguán                                              |                                                      |                                                      |                                                      |                                                      |                                                      |                                                      |                                                      |                                                      |                                                      |                                                      |                                                      |
| 2020                                                                            | 96 000                                               | 117 250                                              | 81.9                                                 | 22                                                   | 15                                                   | 7                                                    | 4364                                                 |                                                      | 11                                                   | 15                                                   | 14                                                   |
| 2022                                                                            | 98 300                                               | 120 000                                              | 81.9                                                 | 23                                                   | 16                                                   | 7                                                    | 4273                                                 |                                                      | 11                                                   | 15                                                   | 14                                                   |
| Fuente: Catholic-Hierarchy, que a su vez toma los datos del Anuario Pontificio. |                                                      |                                                      |                                                      |                                                      |                                                      |                                                      |                                                      |                                                      |                                                      |                                                      |                                                      |

## Episcopologio
- Luis Augusto Castro Quiroga, I.M.C. † (17 de octubre de 1986-2 de febrero de 1998 nombrado arzobispo de Tunja)
- Francisco Javier Múnera Correa, I.M.C. (28 de noviembre de 1998-25 de marzo de 2021 nombrado arzobispo de Cartagena)
  - Sede vacante (2021-2024)[nota 1]
- William Prieto Daza, desde el 5 de julio de 2024